# The Colditz Story
The Colditz Story is een Britse film over krijgsgevangenen van Guy Hamilton die uitgebracht werd in 1955.
Het is gebaseerd op een boek geschreven door P.R. Reid, een Britse legerofficier die gevangen zat in Oflag IV C, ook wel Kasteel Colditz, in Duitsland gedurende de Tweede Wereldoorlog.

## Verhaal
Britse, Franse, Nederlandse en Poolse oorlogsgevangenen die verscheidene malen hebben geprobeerd te ontsnappen worden naar Oflag IV C gestuurd, een extra streng bewaakt kasteel of schloss, in Saksen in het hart van nazi-Duitsland gedurende de Tweede Wereldoorlog.
In het begin proberen de verschillende nationaliteiten hun eigen ontsnappingsplan op te stellen totdat er een Senior Britse Officier (SBO) bij komt die een suggestie doet om samen te gaan werken. Vervolgens vinden er meerdere ontsnappingen plaats, sommige succesvol en andere niet.
Een tv-serie geproduceerd door de BBC en gebaseerd op het boek van Reid volgt in 1972-1974 met in de hoofdrollen David McCallum, Robert Wagner, Jack Hedley en Edward Hardwicke.

## Rolverdeling
| Acteur             | Personage                     |
| ------------------ | ----------------------------- |
| John Mills         | Pat Reid                      |
| Eric Portman       | Kolonel Richmond              |
| Christopher Rhodes | Mac McGill                    |
| Lionel Jeffries    | Harry Tyler                   |
| Ian Carmichael     | Robin Cartwright              |
| Bryan Forbes       | Jimmy Winslow                 |
| Frederick Valk     | Commandant                    |
| Richard Wattis     | Richard Gordon                |
| Eugene Deckers     | La Tour                       |
| Theodore Bikel     | Vandy, Machiel van den Heuvel |
| Anton Diffring     | kapitein Fischer              |